# Route du Rhum 2002
Navigation
Édition précédente Édition suivante
La Route du Rhum 2002 est la septième édition de la Route du Rhum. Le départ a lieu au large de Saint-Malo le 9 novembre pour les monocoques, le lendemain pour les multicoques, la ligne d'arrivée de cette course transatlantique en solitaire est située à Pointe-à-Pitre, en Guadeloupe, en passant par le Nord de l'île puis le canal des Saintes.
58 marins professionnels ou amateurs ont pris le départ dans le petit temps. Ils sont répartis en six classes différentes, deux pour les multicoques et quatre pour les monocoques.
Pour la première fois de l'histoire de la Route du Rhum, deux monocoques franchissent la ligne d'arrivée avant les multicoques, en effet, les monocoques ayant pris le départ un jour avant les multicoques, et ces derniers ayant subi des conditions météorologiques difficiles, Ellen MacArthur puis Mike Golding franchissent la ligne d'arrivée avant Michel Desjoyeaux qui remporte cette édition de la Route du Rhum.
L'édition fut marquée par de nombreux abandons dans la catégorie des multicoques ORMA, seuls 3 des 18 multicoques arriveront en Guadeloupe. Ce fut également la 1re fois depuis que la course existe que la vainqueur de l'édition n'améliore pas le record de l'édition précédente.

## Liste des participants
Liste des participants : 

### ClasseORMA
| Position                                       | Skipper                                        | Bateau                                         | Nationalité                                    | Résultat                                          |
| Classe ORMA multicoques 60 pieds (18 inscrits) | Classe ORMA multicoques 60 pieds (18 inscrits) | Classe ORMA multicoques 60 pieds (18 inscrits) | Classe ORMA multicoques 60 pieds (18 inscrits) | Classe ORMA multicoques 60 pieds (18 inscrits)    |
| ---------------------------------------------- | ---------------------------------------------- | ---------------------------------------------- | ---------------------------------------------- | ------------------------------------------------- |
| 1er                                            | Michel Desjoyeaux                              | Géant                                          | France                                         | 13 jours, 7 heures et 53 minutes                  |
| 2e                                             | Marc Guillemot                                 | Biscuits La Trinitaine                         | France                                         | 13 jours, 19 heures, 36 minutes et 18 secondes    |
| 3e                                             | Lalou Roucayrol                                | Banque Populaire                               | France                                         | 14 jours, 7 heures et 1 minute                    |
| -                                              | Franck Cammas                                  | Groupama                                       | France                                         | Abandon (chavirage)                               |
| -                                              | Bertrand de Broc                               | Banque Covefi                                  | France                                         | Abandon (décision personnelle)                    |
| -                                              | Giovanni Soldini                               | TIM                                            | Italie                                         | Abandon (microfissures sur la coque centrale)     |
| -                                              | Lionel Lemonchois                              | Gitana X                                       | France                                         | Abandon (casse de la tête de mât)                 |
| -                                              | Fred le Peutrec                                | Bayer Cropscience                              | France                                         | Abandon (mesures de prudence)                     |
| -                                              | Francis Joyon                                  | Eure & Loir - Lorénove                         | France                                         | Abandon (chavirage)                               |
| -                                              | Yvan Bourgnon                                  | Rexona Men                                     | Suisse                                         | Abandon (chavirage)                               |
| -                                              | Philippe Monnet                                | Sopra Group                                    | France                                         | Abandon (chavirage)                               |
| -                                              | Loïck Peyron                                   | Fujifilm                                       | France                                         | Abandon ( rupture du flotteur tribord)            |
| -                                              | Thomas Coville                                 | Sodebo                                         | France                                         | Abandon (bras de liaison endommagé)               |
| -                                              | Alain Gautier                                  | Foncia                                         | France                                         | Abandon (voie d'eau dans la coque centrale)       |
| -                                              | Jean-Luc Nélias                                | Belgacom                                       | France                                         | Abandon (mesures de prudence)                     |
| -                                              | Karine Fauconnier                              | Sergio Tacchini                                | France                                         | Abandon (rupture du flotteur tribord)             |
| -                                              | Jean Le Cam                                    | Bonduelle                                      | France                                         | Abandon (manque de temps pour réparer son bateau) |
| -                                              | Stève Ravussin                                 | TechnoMarine                                   | Suisse                                         | Abandon (chavirage)                               |

### ClasseIMOCA
| Position                                       | Skipper                                        | Bateau                                         | Nationalité                                    | Résultat                                       |
| Classe IMOCA monocoques 60 pieds (17 inscrits) | Classe IMOCA monocoques 60 pieds (17 inscrits) | Classe IMOCA monocoques 60 pieds (17 inscrits) | Classe IMOCA monocoques 60 pieds (17 inscrits) | Classe IMOCA monocoques 60 pieds (17 inscrits) |
| ---------------------------------------------- | ---------------------------------------------- | ---------------------------------------------- | ---------------------------------------------- | ---------------------------------------------- |
| 1er                                            | Ellen MacArthur                                | Kingfisher                                     | Royaume-Uni                                    | 13 jours, 13 heures, 31 minutes et 47 secondes |
| 2e                                             | Mike Golding                                   | Ecover                                         | Royaume-Uni                                    | 13 jours, 22 heures, 49 minutes et 35 secondes |
| 3e                                             | Joé Seeten                                     | Arcelor Dunkerque                              | France                                         | 16 jours, 51 minutes et 51 secondes            |
| 4e                                             | Roland Jourdain                                | Sill                                           | France                                         | 16 jours, 5 heures, 14 minutes et 28 secondes  |
| 5e                                             | Antoine Koch                                   | L'Héeautontimorouménos                         | France                                         | 17 jours, 13 heures, 17 minutes et 28 secondes |
| 6e                                             | Patrick de Radigues                            | Garnier                                        | Belgique                                       | 18 jours, 20 minutes et 4 secondes             |
| 7e                                             | Didier Munduteguy                              | 60e Sud                                        | France                                         | 20 jours, 5 heures, 21 minutes et 58 secondes  |
| 8e                                             | Miranda Merron                                 | UUDS                                           | Royaume-Uni                                    | 20 jours, 22 heures, 33 minutes et 57 secondes |
| 9e                                             | Mike Birch                                     | Tir Groupé - Montres Yema                      | Canada                                         | 21 jours, 11 heures, 31 minutes et 8 secondes  |
| 10e                                            | Patrick Favre                                  | Millimages Gédéon                              | France                                         | 22 jours, 21 heures et 30 minutes              |
| 11e                                            | Frédéric Lescot                                | Dinan Pays d'entreprises                       | France                                         | 23 jours, 13 heures, 4 minutes et 43 secondes  |
| 12e                                            | Georges Leblanc                                | Ciments Saint Laurent Océan                    | France                                         | 24 jours, 6 heures, 12 minutes et 54 secondes  |
| -                                              | Sébastien Josse                                | VMI                                            | France                                         | Abandon                                        |
| -                                              | Loïc Pochet                                    | La rage de vivre                               | France                                         | Abandon                                        |
| -                                              | Dominique Wavre                                | Temenos                                        | Suisse                                         | Abandon                                        |
| -                                              | Jean Pierre Dick                               | Virbac                                         | France                                         | Abandon                                        |
| -                                              | Elie Canivenc                                  | Leasecom                                       | France                                         | Abandon                                        |

### ClasseMulti 50
| Position                           | Skipper                            | Bateau                                      | Nationalité                        | Résultat                                       |
| Classe Multi 50 pieds (8 inscrits) | Classe Multi 50 pieds (8 inscrits) | Classe Multi 50 pieds (8 inscrits)          | Classe Multi 50 pieds (8 inscrits) | Classe Multi 50 pieds (8 inscrits)             |
| ---------------------------------- | ---------------------------------- | ------------------------------------------- | ---------------------------------- | ---------------------------------------------- |
| 1er                                | Franck-Yves Escoffier              | Crêpes Wahou                                | France                             | 16 jours, 23 heures, 9 minutes et 42 secondes  |
| 2e                                 | Anne Cazeneuve                     | YachtingCasino.com                          | France                             | 17 jours, 22 heures, 37 minutes et 7 secondes  |
| 3e                                 | Hervé Cleris                       | Vaincre la mucoviscidose                    | France                             | 18 jours, 18 heures, 55 minutes et 52 secondes |
| 4e                                 | Claude Thellier                    | Région Archipel Guadeloupe                  | France                             | 19 jours, 2 heures, 47 minutes et 18 secondes  |
| 5e                                 | Pierre Yves Guennec                | Lehning Lapeyre - LPP Plan - Chet Gourbeyre | France                             | 24 jours, 5 heures, 15 minutes et 30 secondes  |
| -                                  | Didier Le Villain                  | Chaleur Fioul - Elan                        | France                             | Abandon                                        |
| -                                  | Pascal Quintin                     | E-Sat - Tri sélectif                        | France                             | Abandon                                        |
| -                                  | Patrick Morvan                     | Groupe France Epargne                       | France                             | Abandon                                        |

### Classe monocoques
| Position                         | Skipper                          | Bateau                                  | Nationalité                      | Résultat                                       |
| Classe 1 Monocoques (2 inscrits) | Classe 1 Monocoques (2 inscrits) | Classe 1 Monocoques (2 inscrits)        | Classe 1 Monocoques (2 inscrits) | Classe 1 Monocoques (2 inscrits)               |
| -------------------------------- | -------------------------------- | --------------------------------------- | -------------------------------- | ---------------------------------------------- |
| 1er                              | Bruno Reibel                     | Ville de Dinard                         | France                           | 27 jours, 22 heures et 41 secondes             |
| -                                | Nicolas Peitrequin               | Un autre regard - ensemble pour l'UNHCR | France                           | DNS                                            |
| Classe 2 Monocoques (9 inscrits) |                                  |                                         |                                  |                                                |
| 1er                              | Nick Moloney                     | Ashfield Healthcare                     | Australie                        | 18 jours, 16 heures, 23 minutes et 4 secondes  |
| 2e                               | Luc Coquelin                     | Florys                                  | France                           | 20 jours, 3 heures, 58 minutes et 58 secondes  |
| 3e                               | Roger Langevin                   | Brannec III                             | France                           | 21 jours, 7 heures, 20 minutes et 43 secondes  |
| 4e                               | Hervé Vachet                     | Mille Visages                           | France                           | 22 jours, 6 heures, 14 minutes et 21 secondes  |
| 5e                               | Clément Surtel                   | Laiterie de Saint Malo                  | France                           | 22 jours, 12 heures, 45 minutes et 44 secondes |
| 6e                               | Bob Escoffier                    | Adecco Etoile Horizon                   | France                           | 22 jours, 15 heures, 11 minutes et 8 secondes  |
| -                                | Christophe Huchet                | APIC A3S                                | France                           | Abandon                                        |
| -                                | Yannick Bestaven                 | République Dominicaine                  | France                           | Abandon                                        |
| -                                | Jean-François Durand             | Défi Vendéen                            | France                           | Abandon                                        |
| Classe 3 Monocoques (5 inscrits) |                                  |                                         |                                  |                                                |
| 1er                              | Régis Guillemot                  | Storagetek                              | France                           | 21 jours, 1 heure, 11 minutes et 50 secondes   |
| 2e                               | Jérôme Thirriez                  | Passion Entreprendre                    | France                           | 26 jours, 58 minutes et 4 secondes             |
| 3e                               | Etienne Svilarich                | Grain de Soleil                         | France                           | 26 jours, 15 heures, 33 minutes et 42 secondes |
| -                                | Conrad Humphreys                 | Hellomoto                               | Royaume-Uni                      | Abandon                                        |
| -                                | Alain Grinda                     | Fantasy-Forest                          | France                           | Abandon                                        |

### Vidéographie
« Route du Rhum : départ des multicoques » [vidéo], sur ina.fr, France 3 Rennes (émission JT Rennes soir), 10 novembre 2002